# Signetics

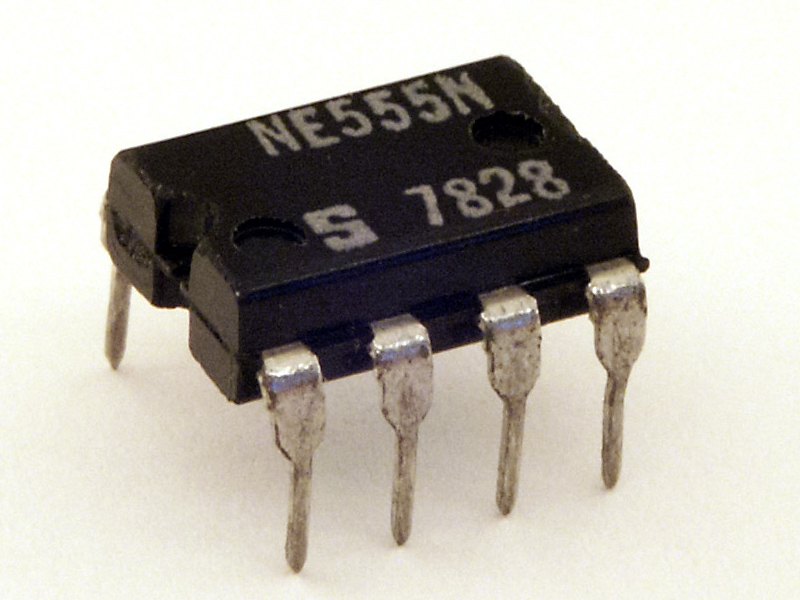
Un integrato della Signetics, il NE555N, cioè un multivibratore.

Signetics, cioè SIGnal NETwork Integrated Circuits, è stata un'azienda statunitense, una delle maggiori industrie nel campo dei semiconduttori. Ha prodotto una gran varietà di dispositivi, tra i quali circuiti integrati, transistori BJT e MOSFET, il circuito Dolby e CPU cloni di quelle della Motorola, alcune delle quali erano incluse nei primi videogiochi Atari.
Signetics fu fondata nel 1961 da un gruppo di ingegneri (David Allison, David James, Lionel Kattner, and Mark Weissenstern) che avevano abbandonato la Fairchild Semiconductor. A quel tempo, la Fairchild si concentrava sulla produzione di componenti discreti, principalmente transistor. I fondatori di Signetics credevano d'altro canto che i circuiti integrati fossero il futuro dell'elettronica e volevano commercializzarli.
L'impresa fu finanziata da un gruppo organizzato dalla banca d'affari Lehman Brothers, che investi un milione di dollari. L'idea iniziale era di progettare e produrre circuiti integrati di tipo custom, ciò su misura per il cliente. Per facilitare questo obbiettivo, la Signetics non creò un reparto ricerca e sviluppo separato ma organizzò tale attività in un dipartimento tecnico di sviluppo, fortemente legato al reparto vendite.
Inizialmente Signetics sviluppò una serie di circuiti integrati standard in tecnologia DTL, che fu presentata nel 1962. L'obbiettivo di vendere circuiti di tipo custom si dimostrò però di difficile raggiungimento, e fu necessario cercare nuovi investitori. Nel novembre 1962 la Corning Glass, azienda statunitense nel campo del vetro e della ceramica, investì 1.7 milioni di dollari in Signetics, in cambio del 51% della proprietà. Questa iniezione di liquidità permise all'azienda di sopravvivere e di rilanciare il marketing e le vendite.
Nel 1963, il dipartimento della difesa degli Stati Uniti decise di spostare la sua attenzione sulla microelettronica e sui circuiti integrati, a causa delle loro piccoli dimensioni, minore consumo di potenza e maggiore affidabilità. Poiché Signetics era una delle poche ditte a commercializzare circuiti custom, venne subito contattata.
Nell'autunno del 1963 fino a quasi tutto il 1964 le vendite crebbero rapidamente, e la compagnia divenne finalmente redditizia. Signetics si poté così permettere di assumere nuovi ingegneri e ingrandire lo spazio produttivo. Nel 1964 venne aperto un grande impianto a Sunnyvale. Successivamente furono aperti degli altri impianti anche a Orem e a Albuquerque, dove c'erano due fabbriche, FAB22(4") and FAB23(6").
Nel 1964 anche la Fairchild cominciò a spingere i suoi interessi nei circuiti integrati. Essendo i circuiti della Signetics i standard de facto sul mercato, la Fairchild li prese a modello, approfittando però delle maggiori risorse economiche, produttive e commerciali in suo possesso. La Signetics cominciò a perdere nuovamente, e a causa di ciò la Corning Glass decise di prendere l'intero controllo della compagnia allontanando buona parte dei fondatori.
Signetics tornò nuovamente redditizia ma non riguadagnò più la leadership sul mercato, che era ormai nelle mani della Fairchild. Intorno al 1971 la Signetics introdusse l'integrato NE555 (in figura), chiamato "The IC Time Machine". Fu il primo e l'unico timer su circuito integrato disponibile a quel tempo. Negli USA Signetics raggiunse l'apice di produzione intorno al 1980. Dopo, compressa dalla concorrenza di AMD e Intel, pian piano sparì.
La Signetics Corporation fu acquisita da Philips nel 1975, e divenne nel 1995 un subappaltatore indipendente. La Young Poong Corporation comprò infine la Signetics nel 2000 come azionista di maggioranza.